# (2703) Rodari
(2703) Rodari (1979 FT2) – planetoida z pasa głównego asteroid okrążająca Słońce w ciągu 3,25 lat w średniej odległości 2,19 j.a. Odkryta 29 marca 1979 roku.